# Friedensdorf (Dautphetal)
Friedensdorf (mundartlich Friemsderf) ist ein Dorf im Hessischen Hinterland und als solches ein Ortsteil der Großgemeinde Dautphetal im mittelhessischen Landkreis Marburg-Biedenkopf.

## Geographie

### Geographische Lage

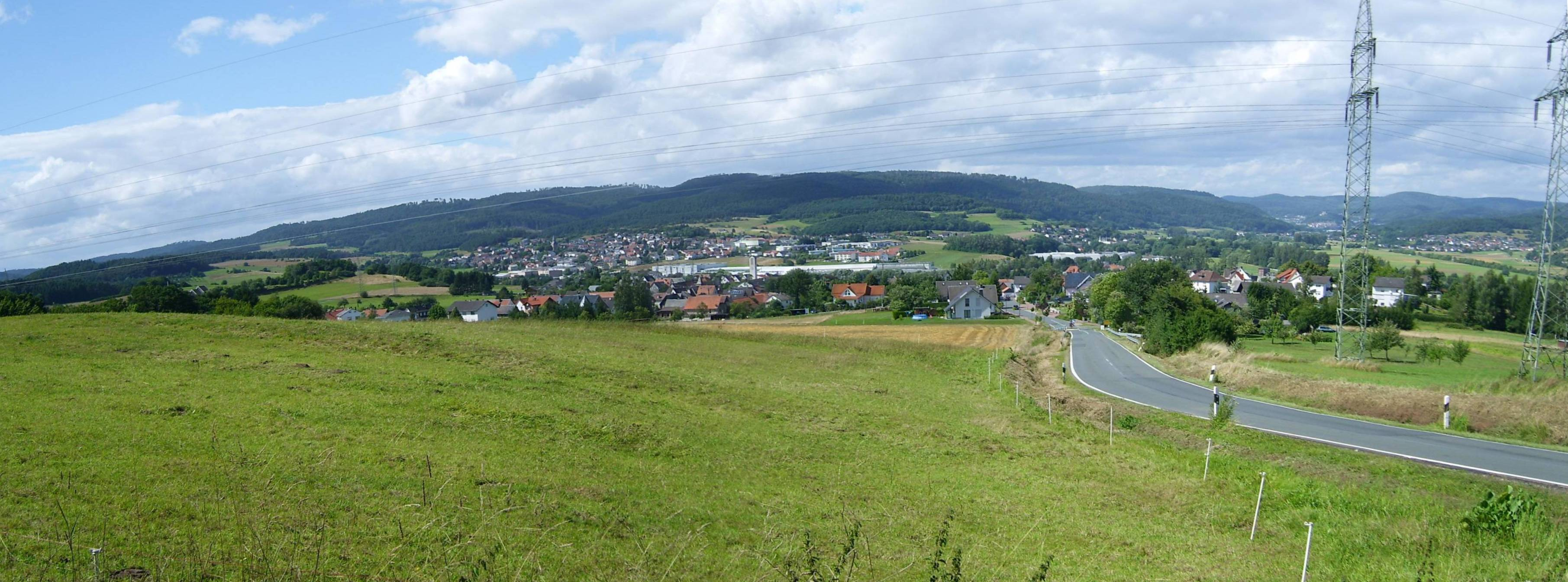
Der 533 m hohe Schwarzenberg-Ableger Nimerich und Friedensdorf. Rechts im Hintergrund Biedenkopf und der 631 m hohe Sackpfeifen-Ableger Hainpracht

Friedensdorf liegt im nördlichen Teil der Gemeinde, etwa zwölf Kilometer westlich von Marburg. Der Ort bildet mit den Ortsteilen Dautphe, Wilhelmshütte und Wolfgruben das Zentrum der Großgemeinde Dautphetal.

### Berge und Erhebungen
Der höchste Punkt des Gemeindeteils ist der 473 Meter hohe Schweinskopf im Süden, der niedrigste die Lahn bei der Schmelzmühle mit etwa 242 Meter über dem Meer.
Im Südwesten des Ortes schließt sich der 452 Meter hohe  Hornberg an, östlich des Hornberges liegt der 465 Meter hohe Eichelhardt.
Zwischen diesen beiden Bergen liegt der Homberg, der ungefähr 390 Meter hoch ist.
Im Westen des Ortes erhebt sich der 306 m hohe Hügel Auf der Breitenlohe, an dessen Südseite sich der Neue Friedhof befindet. Am Gipfel dieses Hornberg-Ablegers steht ein Kriegsdenkmal.

### Flüsse, Bäche und Gewässer
Durch den Ort fließt die Dautphe, die im Nordwesten des Ortes, zwischen der Ortmühle und der Schmelzmühle, in die Lahn mündet. Von Süden her kommt der Belserbach vom Roßberg, der in die Dautphe mündet.
Im Flurstück Winterbach fließt der gleichnamige Winterbach vom Eckeberg aus Richtung Mornshausen kommend ebenfalls in die Dautphe, er mündet bei der Mittelpunktschule in den Fluss.

### Geologie
Der Boden besteht größtenteils aus verwittertem Schiefer. Am Eckeberg gibt es einen alten Basaltsteinbruch. Weitere Gesteinsvarietäten sind Diabas, Lehm und Grauwacke.
Mineralien sind hauptsächlich Serpentin, Kalk und Hämatit (Eisenerz).

## Geschichte
Die älteste bekannte schriftliche Erwähnung von Friedensdorf erfolgte unter dem Namen Fridehelmisdorph im Jahr 1220 in einer Urkunde des Klosters Haina.
Die Statistisch-topographisch-historische Beschreibung des Großherzogthums Hessen berichtet 1830 über Reddighausen:

„Friedensdorf (L. Bez. Gladenbach) evangel. Filialdorf; liegt 2 1⁄2 St. von Gladenbach, hat 51 Häuser und 316 Einwohner, die außer 1 Kath. evangelisch sind, sodann 3 Mahlmühlen mit denen 2 Oelmühlen verbunden sind. In der Gemarkung wird besonders viel Weizen gebaut. Der Ort kommt in frühern Zeiten unter dem Namen Fredilnüstorf vor. Im Jahr 1615 soll hier Kupfererz gegraben worden seyn.“

Zum 1. Juli 1974 wurde die bis dahin selbständige Gemeinde Friedensdorf im Zuge der Gebietsreform in Hessen mit 11 weiteren Gemeinden kraft Landesgesetz zur neuen Großgemeinde Dautphetal zusammengeschlossen. Sitz der Gemeindeverwaltung wurde der Ortsteil Dautphe. Für alle ehemals eigenständigen Gemeinden von Dautphetal wurden Ortsbezirke mit Ortsbeirat und Ortsvorsteher nach der Hessischen Gemeindeordnungeingerichtet.

### Territorialgeschichte und Verwaltung im Überblick
Die folgende Liste zeigt im Überblick die Territorien, in denen Friedensdorf  lag, bzw. die Verwaltungseinheiten, denen es unterstand:
- vor 1567: Heiliges Römisches Reich, Landgrafschaft Hessen, Amt Biedenkopf, Gericht Dautphe
- ab 1567: Heiliges Römisches Reich, Landgrafschaft Hessen-Marburg, Amt Biedenkopf, Gericht Dautphe[9]
- 1604–1648: strittig zwischen Hessen-Kassel und Hessen-Darmstadt (Hessenkrieg)
- ab 1604: Heiliges Römisches Reich, Landgrafschaft Hessen-Kassel, Amt Biedenkopf, Gericht Dautphe
- ab 1627: Heiliges Römisches Reich, Landgrafschaft Hessen-Darmstadt, Oberfürstentum Hessen, Amt Biedenkopf, Gericht Dautphe[10][11]
- ab 1806: Rheinbund, Großherzogtum Hessen, Oberfürstentum Hessen, Amt Biedenkopf[12]
- ab 1815: Deutscher Bund, Großherzogtum Hessen, Provinz Oberhessen, Amt Biedenkopf[13]
- ab 1821: Deutscher Bund, Großherzogtum Hessen, Provinz Oberhessen, Landratsbezirk Gladenbach (Trennung von Justiz (Landgericht Gladenbach) und Verwaltung)
- ab 1832: Deutscher Bund, Großherzogtum Hessen, Provinz Oberhessen, Kreis Biedenkopf
- ab 1848: Deutscher Bund, Großherzogtum Hessen, Regierungsbezirk Biedenkopf
- ab 1852: Deutscher Bund, Großherzogtum Hessen, Provinz Oberhessen, Kreis Biedenkopf
- ab 1867: Norddeutscher Bund, Preußen (Monarchie), Provinz Hessen-Nassau, Regierungsbezirk Wiesbaden, Kreis Biedenkopf (übergangsweise Hinterlandkreis)[11]
- ab 1871: Deutsches Reich, Preußen, Provinz Hessen-Nassau, Regierungsbezirk Wiesbaden, Kreis Biedenkopf
- ab 1918: Deutsches Reich, Preußen (Freistaat), Provinz Hessen-Nassau, Regierungsbezirk Wiesbaden, Kreis Biedenkopf
- ab 1932: Deutsches Reich, Preußen, Provinz Hessen-Nassau, Regierungsbezirk Wiesbaden, Kreis Dillenburg
- ab 1933: Deutsches Reich, Preußen, Provinz Hessen-Nassau, Regierungsbezirk Wiesbaden, Kreis Biedenkopf
- ab 1944: Deutsches Reich, Preußen, Provinz Nassau, Landkreis Biedenkopf
- ab 1945: Amerikanische Besatzungszone, Groß-Hessen, Regierungsbezirk Wiesbaden, Landkreis Biedenkopf
- ab 1949: Bundesrepublik Deutschland, Land Hessen (seit 1946), Regierungsbezirk Wiesbaden, Landkreis Biedenkopf
- ab 1968: Bundesrepublik Deutschland, Land Hessen, Regierungsbezirk Darmstadt, Landkreis Biedenkopf
- ab 1974: Bundesrepublik Deutschland, Land Hessen, Regierungsbezirk Kassel, Landkreis Marburg-Biedenkopf
- Am 1. Juli 1974 wurde Friedensdorf als Ortsteil der neu gebildeten Gemeinde Dautphetal eingegliedert.
- ab 1981: Bundesrepublik Deutschland, Land Hessen, Regierungsbezirk Gießen, Landkreis Marburg-Biedenkopf

### Einwohnerentwicklung

#### Einwohnerstruktur
Nach den Erhebungen des Zensus 2011 lebten am Stichtag dem 9. Mai 2011 in Friedensdorf 1377 Einwohner. Darunter waren 118 (8,6 %) Ausländer.
Nach dem Lebensalter waren 234 Einwohner unter 18 Jahren, 597 zwischen 18 und 49, 279 zwischen 50 und 64 und 267 Einwohner waren älter.
Die Einwohner lebten in 528 Haushalten. Davon waren 114 Singlehaushalte, 150 Paare ohne Kinder und 201 Paare mit Kindern, sowie 42 Alleinerziehende und 18 Wohngemeinschaften. In 114 Haushalten lebten ausschließlich Senioren/-innen und in 339 Haushaltungen lebten keine Senioren/-innen.

#### Einwohnerzahlen
| Quelle: Historisches Ortslexikon | |
| • 1577:                          | 23 Hausgesesse                                                                                        |
| • 1630:                          | 28 Hausgesesse (3 dreispännige, 4 zweispännige, 11 einspännige Ackerleute, 10 Einläuftige), 3 Witwen. |
| • 1677:                          | 01 Freier, 31 Hausgründe, 6 Witwen, 10 ledige Personen                                                |
| • 1742:                          | 52 Haushalte                                                                                          |
| • 1791:                          | 244 Einwohner                                                                                         |
| • 1800:                          | 257 Einwohner                                                                                         |
| • 1806:                          | 274 Einwohner, 45 Häuser                                                                              |
| • 1829:                          | 316 Einwohner, 51 Häuser                                                                              |

| Friedensdorf: Einwohnerzahlen von 1791 bis 2018 | Friedensdorf: Einwohnerzahlen von 1791 bis 2018 | Friedensdorf: Einwohnerzahlen von 1791 bis 2018 | Friedensdorf: Einwohnerzahlen von 1791 bis 2018 | Friedensdorf: Einwohnerzahlen von 1791 bis 2018 |
| --- | ----------------------------------------------- | ----------------------------------------------- | ----------------------------------------------- | ----------------------------------------------- |
| Jahr |                                                 |                                                 |                                                 | Einwohner                                       |
| 1791 | 1791                                            |                                                 | 244                                             | 244                                             |
| 1800 | 1800                                            |                                                 | ?                                               | ?                                               |
| 1830 | 1830                                            |                                                 | 316                                             | 316                                             |
| 1834 | 1834                                            |                                                 | 310                                             | 310                                             |
| 1840 | 1840                                            |                                                 | 318                                             | 318                                             |
| 1846 | 1846                                            |                                                 | 354                                             | 354                                             |
| 1852 | 1852                                            |                                                 | 371                                             | 371                                             |
| 1858 | 1858                                            |                                                 | 391                                             | 391                                             |
| 1864 | 1864                                            |                                                 | 434                                             | 434                                             |
| 1871 | 1871                                            |                                                 | 407                                             | 407                                             |
| 1875 | 1875                                            |                                                 | 422                                             | 422                                             |
| 1885 | 1885                                            |                                                 | 458                                             | 458                                             |
| 1895 | 1895                                            |                                                 | 471                                             | 471                                             |
| 1905 | 1905                                            |                                                 | 550                                             | 550                                             |
| 1910 | 1910                                            |                                                 | 616                                             | 616                                             |
| 1925 | 1925                                            |                                                 | 719                                             | 719                                             |
| 1939 | 1939                                            |                                                 | 787                                             | 787                                             |
| 1946 | 1946                                            |                                                 | 1.139                                           | 1.139                                           |
| 1950 | 1950                                            |                                                 | 1.168                                           | 1.168                                           |
| 1956 | 1956                                            |                                                 | 1.154                                           | 1.154                                           |
| 1961 | 1961                                            |                                                 | 1.209                                           | 1.209                                           |
| 1967 | 1967                                            |                                                 | 1.305                                           | 1.305                                           |
| 1980 | 1980                                            |                                                 | ?                                               | ?                                               |
| 1990 | 1990                                            |                                                 | ?                                               | ?                                               |
| 2000 | 2000                                            |                                                 | ?                                               | ?                                               |
| 2007 | 2007                                            |                                                 | 1.427                                           | 1.427                                           |
| 2011 | 2011                                            |                                                 | 1.377                                           | 1.377                                           |
| 2016 | 2016                                            |                                                 | 1.367                                           | 1.367                                           |
| 2018 | 2018                                            |                                                 | 1.386                                           | 1.386                                           |
| Datenquelle: Historisches Gemeindeverzeichnis für Hessen: Die Bevölkerung der Gemeinden 1834 bis 1967. Wiesbaden: Hessisches Statistisches Landesamt, 1968. Weitere Quellen: LAGIS; 1791:; nach 1970: Gemeinde Dautphetal (webarchiv); Zensus 2011 |                                                 |                                                 |                                                 |                                                 |

#### Religionszugehörigkeit
| Quelle: Historisches Ortslexikon | |
| • 1829:                          | 0315 evangelische, ein römisch-katholischer Einwohner                                                        |
| • 1885:                          | 0455 evangelische, keine katholischen (= 99,34 %), 3 anderes christliche-konfessionelle (= 0,66 %) Einwohner |
| • 1961:                          | 1090 evangelische (= 90,16 %), 116 römisch-katholische (= 9,59 %) Einwohner                                  |

#### Erwerbstätigkeit
| Quelle: Historisches Ortslexikon | |
| • 1867:                          | Erwerbspersonen: 78 Landwirtschaft, 10 Bergbau und Hüttenwesen, 1 Erziehung und Unterricht, 1 Gemeindeverwaltung.                     |
| • 1961:                          | Erwerbspersonen: 141 Land- und Forstwirtschaft, 331 produzierendes Gewerbe, 53 Handel und Verkehr, 58 Dienstleistungen und Sonstiges. |

## Politik

### Ortsbeirat
Der Ortsbeirat wird von Ortsvorsteher Rolli Messerschmidt (BLF) angeführt. Seine Stellvertreterin ist Heidrun Bamberger (BLF).

### Wappen
Am 29. Januar 1958 genehmigte der Hessischen Minister des Innern das Wappen mit folgender Beschreibung:
| Wappen von Friedensdorf | Blasonierung: „In Schwarz über einem goldenen Dachfirst eine fliegende weiße Taube mit einem Ölbaumzweig im Schnabel; Schabel und Füße sind rot.“ |
| Wappen von Friedensdorf | Entgegen der offiziell genehmigten Version des Wappens, wird lokal auch eine Darstellung mit abweichender Tingierung geführt („Über rot geschupptem Schildfuß mit Dachfirst in Schwarz eine fliegende silberne Taube mit grünem Zweig im Schnabel.“) |

## Kultur und Sehenswürdigkeiten
- Heimatmuseum
- Kriegsdenkmal in der Nähe des Friedhofs
- Alte ev. Kirche (umgebaut von Kirchenbaumeister Ludwig Hofmann)
- Alter Friedhof

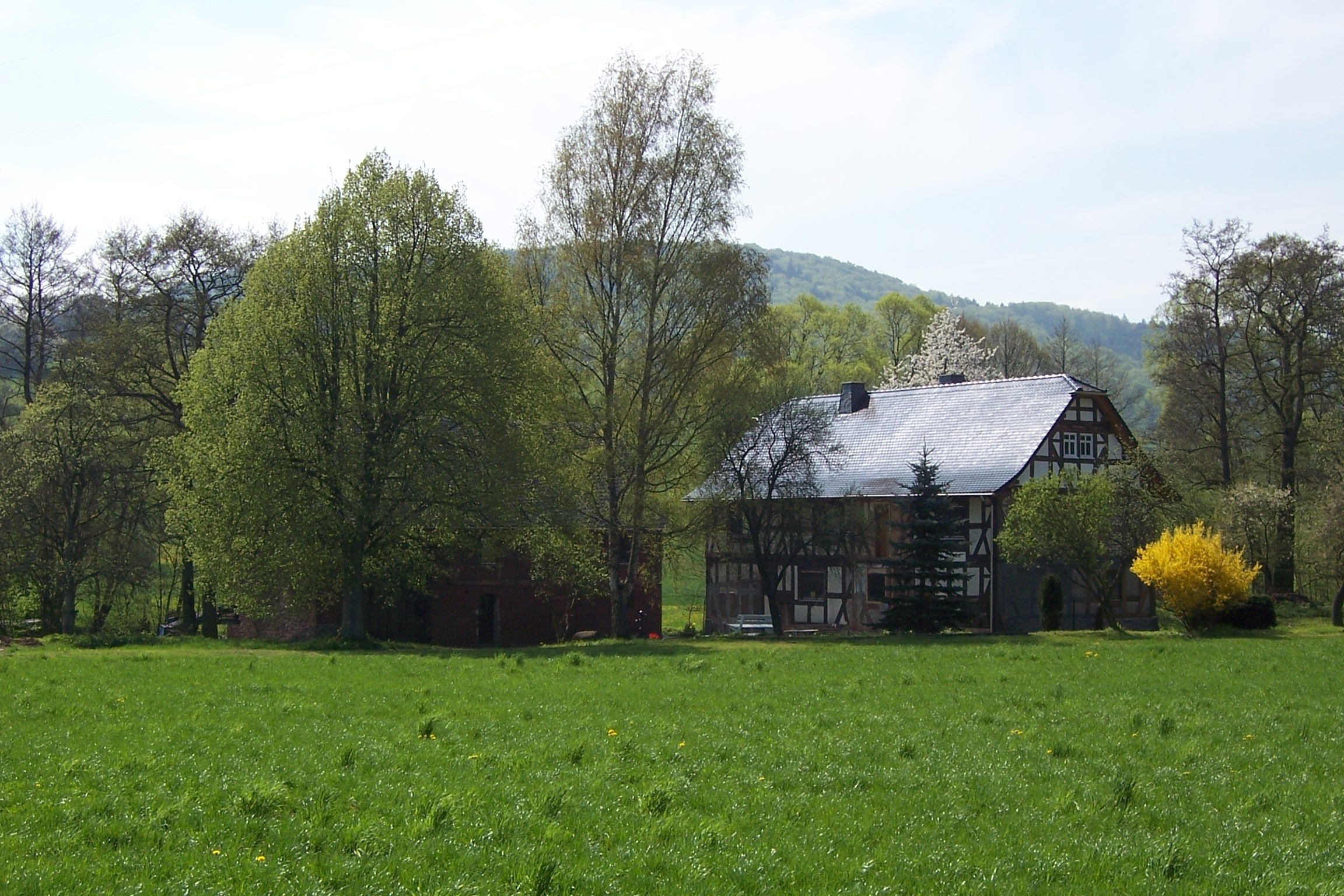
Ortmühle
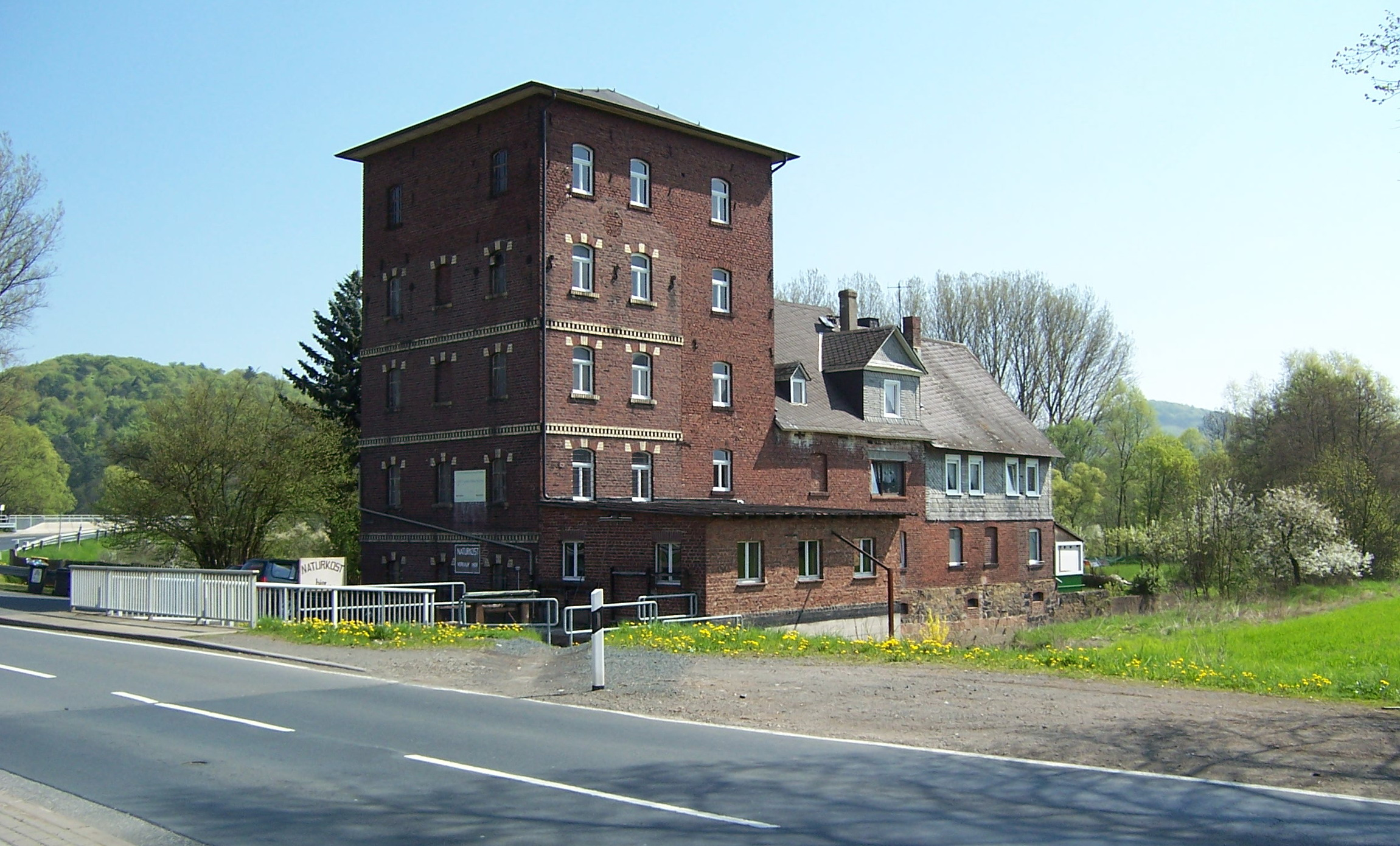
Neumühle
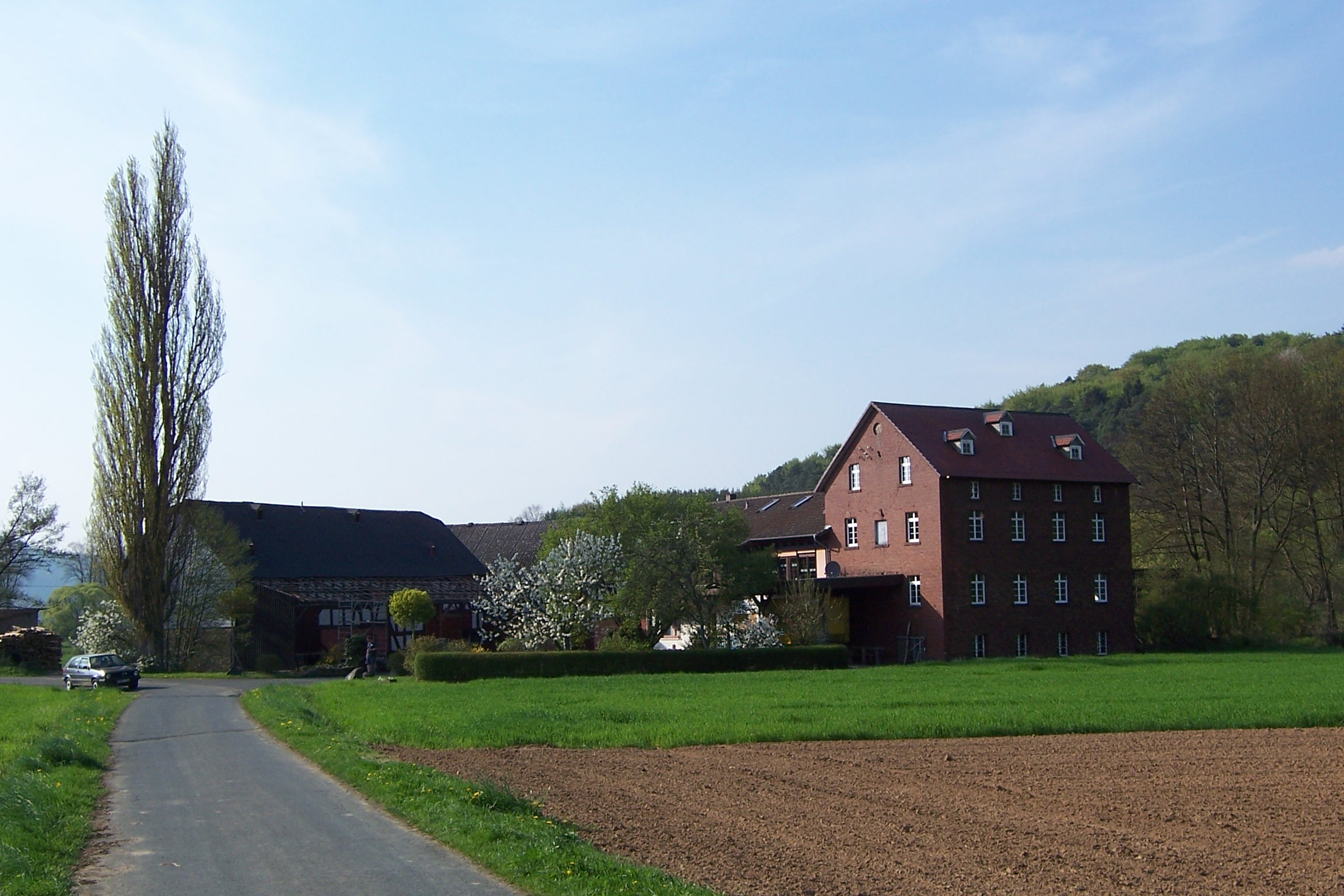
Schmelzmühle
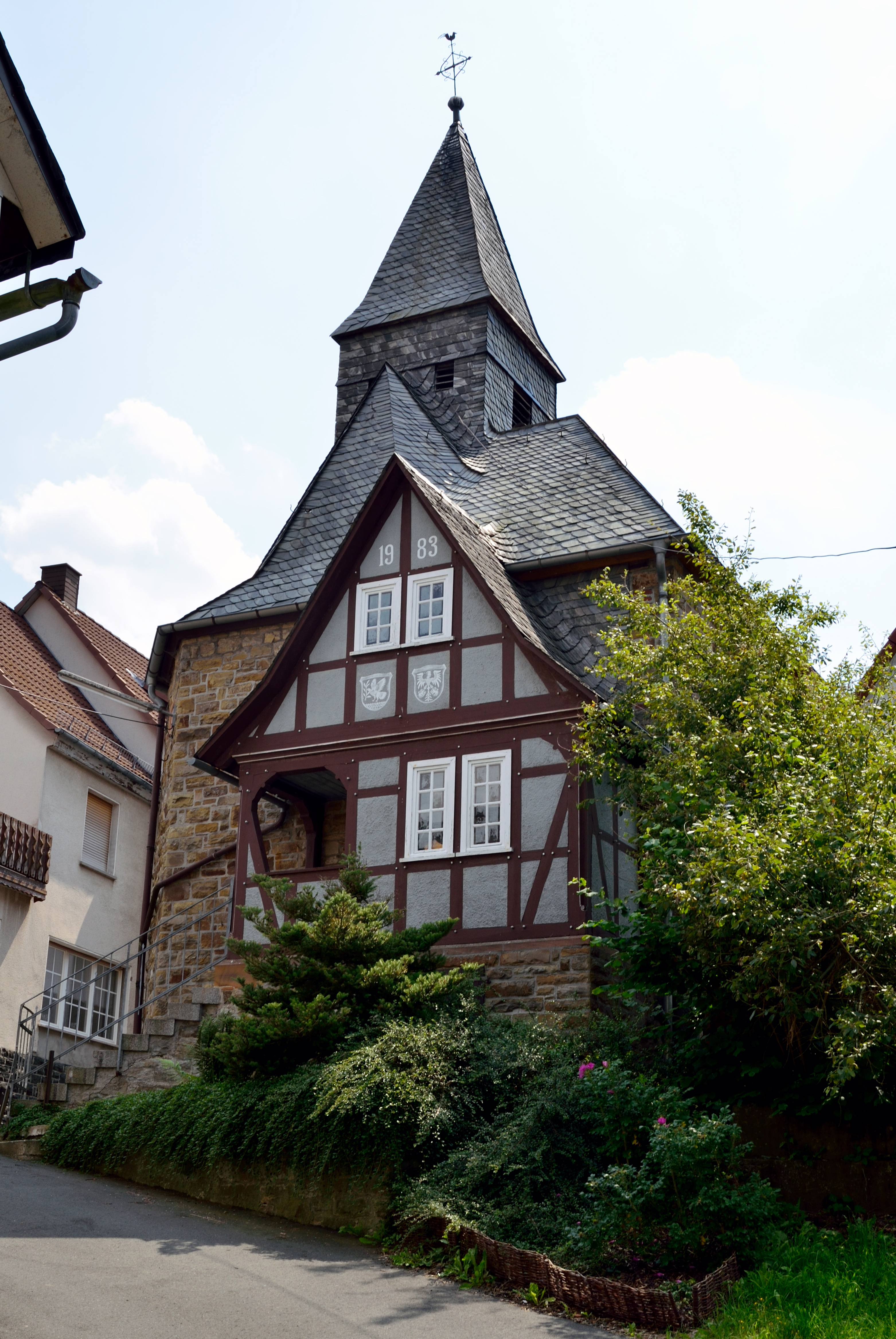
Alte Kirche

Das Haus Heck aus Friedensdorf wurde in den Hessenpark transloziert.

## Wirtschaft und Infrastruktur

### Verkehr
Der Bahnhof Friedensdorf (Lahn) liegt an der Bahnstrecke Kreuztal–Cölbe. Hier verkehren Züge der Kurhessenbahn. Des Weiteren liegt Friedensdorf am Lahntal-Radweg. Die regionale Buslinie 481, die lokalen Buslinien MR-51, MR-52, die Schulbuslinien 41, 53 und 57 sowie die Rufbusse AST 50 und 51 fahren den Ort an.
Das Dorf wird durchquert von der Landesstraße 3042 (Lahnstraße), welche die Bundesstraßen 62 und 453 verbindet.

### Freizeitmöglichkeiten
- Sportplatz
- Kinderspielplätze
- Hallenbad im Bürgerhaus

### Öffentliche Einrichtungen
Der Ortsteil verfügt mit der Dautphetalschule über eine Mittelpunktschule mit den Zweigen Grund-, Haupt- und Realschule sowie mit der Burgbergschule eine Schule für Lern- und Erziehungshilfe. In unmittelbarer Nähe dieser Schulen steht eine Mehrzweckhalle, die Hinterlandhalle. Neben der Nutzung als Sporthalle für den Schulsport und die Vereine der Gemeinde finden hier regelmäßig größere Veranstaltungen, wie Messen oder Vorträge, statt. Weitere Einrichtungen sind das Bürgerhaus, ein Hallenschwimmbad, ein Kindergarten, die neue evangelische Kirche, Friedhof und ein Heimatmuseum.

## Persönlichkeiten
- Ludwig Ortmüller (1859–1931), Mühlenbesitzer und Mitglied des Provinziallandtages der Provinz Hessen-Nassau

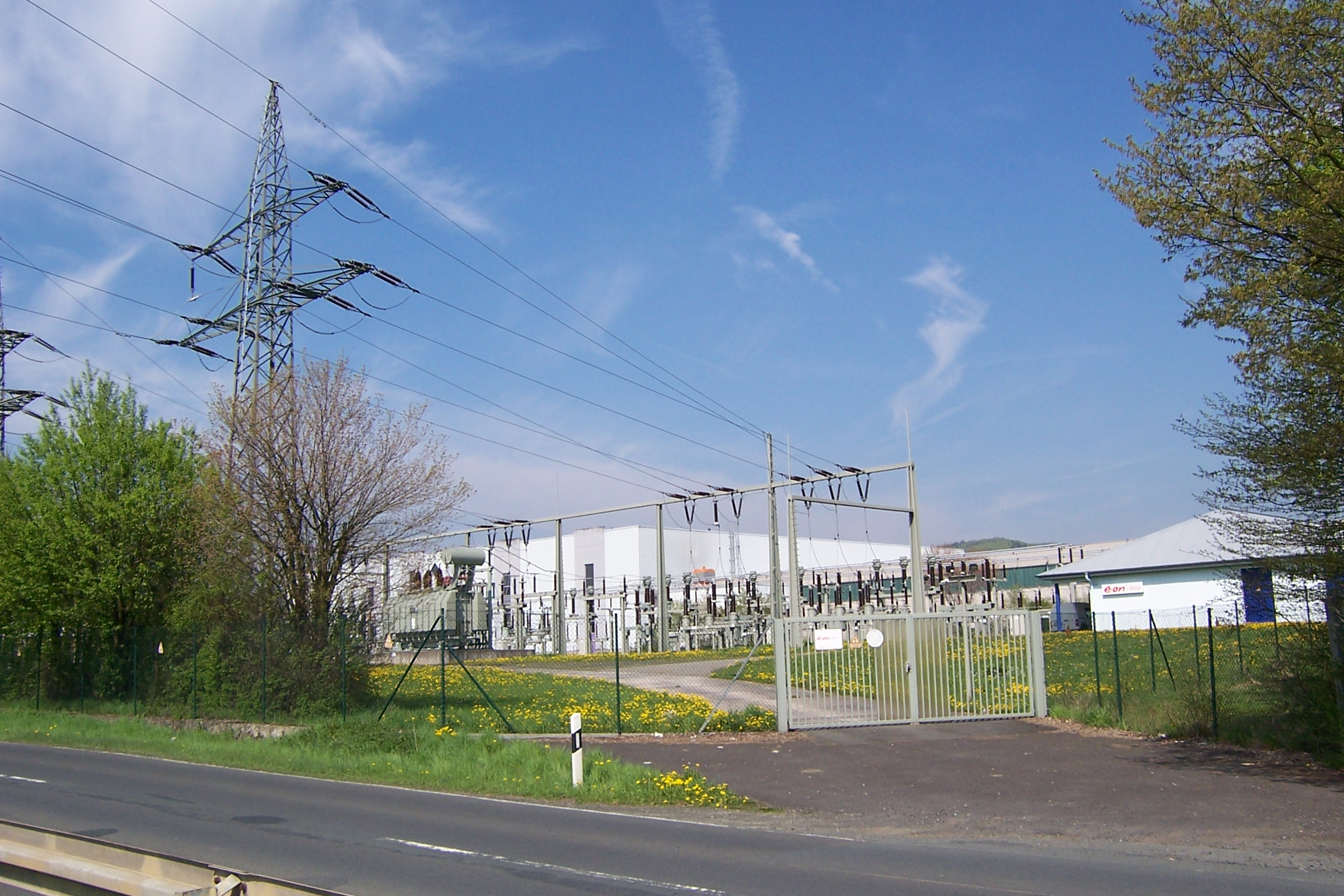
Umspannwerk
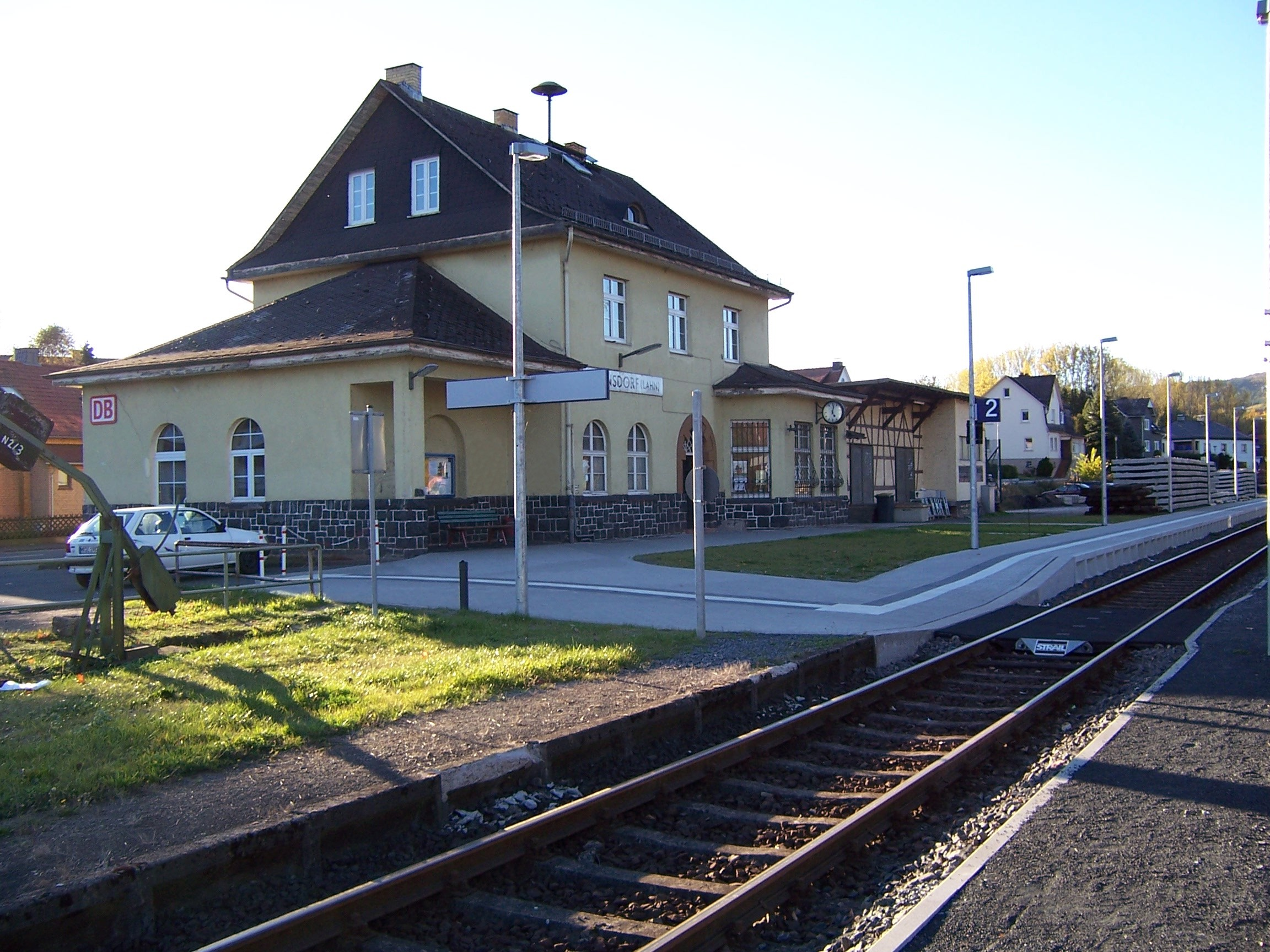
Bahnhof Friedensdorf (Lahn)